# Stemmadenia pauli
Tabernaemontana pauli là một loài thực vật thuộc họ Apocynaceae. Đây là loài đặc hữu của Costa Rica.